# Carl Hårleman (friidrottare)
Carl Hårleman, född 23 juni 1886 i Västerås, död 20 augusti 1948, var en svensk militär, försäkringstjänsteman, gymnast, friidrottare (stavhopp) och idrottsledare.
Han tävlade för IFK Falun i friidrott och Västerås GF i gymnastik. Hårleman hade svenska rekordet i stavhopp 1917-1921. Han vann ett SM i stavhopp. 

## Biografi
Carl Hårleman tillhörde den adliga ätten nr 1927 och var son till kapten Lars Johan Hårleman och Anna, född Ulfsparre af Broxvik.
Hårleman var 1920-1921 sekreterare i Svenska Skridskoförbundet och 1921 i Nordiska Skridskoförbundet. Han var 1918-1921 och 1924-1930 styrelseledamot i Svenska Skidförbundet (sekreterare 1926-1930) och i Dalarnas Idrottsförbund under många år.
Hårleman var gift med en släkting, Carola Catharina Hårleman.

### Idrottskarriär
1908 deltog Hårleman i gymnastiktävlingen vid OS i London. Han var med i det svenska laget som vann trupptävlingen. 
1912 deltog Hårleman vid OS i Stockholm där han blev utslagen i kvalet i stavhopp.
År 1913 satte Carl Hårleman engelskt rekord i stavhopp med 3,82.
Efter att i stavhopp ha tagit brons i SM åren 1911 och 1914 vann han guld år 1917, på 3,80. Samma år (den 30 juni i Oslo) slog han Claes Gilles svenska rekord från 1916 (3,86) tack vare ett hopp på 3,88. Han skulle dock förlora rekordet till Lars Tirén år 1921.